# توماس جي. باترسون
توماس جي. باترسون هو سياسي أمريكي، ولد في 10 أبريل 1805، وتوفي في 15 فبراير 1885 في روتشستر في الولايات المتحدة. نشط حزبياً في حزب اليمين. وقد انتخب عضو مجلس النواب الأمريكي ‏.